# ボーイハント (1984年の映画)
『ボーイハント』（Where the Boys Are '84）は、1984年制作のアメリカ映画。

## 概要
コニー・フランシス主演の1960年の映画『ボーイハント』をリメイクした映画である。第5回ゴールデンラズベリー賞では作品賞を含む5部門にノミネートされ、助演女優賞（リン＝ホリー・ジョンソン）を受賞した。

## キャスト
- リサ・ハートマン：ジェニー
- リン＝ホリー・ジョンソン：ローラ
- ウェンディ・スカール：サンドラ
- ローナ・ラフト：キャロル
- ラッセル・トッド：スコット
- クリストファー・マクドナルド：トニー